# ブルースチール (1990年の映画)
『ブルースチール』（Blue Steel）は、1990年のアメリカ合衆国のサスペンス映画。
1989年5月にカンヌ映画祭で初上映された。
“ブルースチール”とは酸化焼入れ処理を施した、青味がかった鋼のことであるが、この処理が銃器の錆止め用表面処理として用いられることから、「銃の色」、ひいては「銃」そのものを指す言葉としても使われる。

## ストーリー
メーガン・ターナー（ジェイミー・リー・カーティス）は物心ついた時から“圧倒的な力”に魅せられていた。彼女にとって銃は力の象徴の一つであり、それを用いて正義の力を振るう警官は、ターナーの憧れの職業であった。
ポリス・アカデミーを卒業し、ニューヨーク市警察に任官されたターナーは、初めてのパトロールで強盗を発見し、自分に拳銃を向けた犯人を射殺する。しかし、犯人の拳銃は偶然現場に居合わせたトレーダーのユージン・ハント（ロン・シルヴァー）によって持ち去られてしまい、証拠品の銃が発見されず、正当な発砲行為との証言も得られなかったターナーは、過剰行使として停職処分を受けてしまう。
銃を持ち去ったハントはある日、ビジネスで抱えたストレスのあまり自暴自棄になって泥酔し、不意に拳銃で通りがかりの人間を射殺する。銃の持つ圧倒的な暴力に魅了されたハントは、銃を手に入れた時に見た、“圧倒的な力”の象徴であるターナーの名を薬莢に彫り込み、深夜のニューヨークで無差別殺人を繰り返していく。
ハントによる連続射殺事件はニューヨークを震撼させる中、殺人現場から自分の名が彫り込まれた薬莢が発見されたことから疑いの目を向けられてしまったターナーは、殺人課のニック刑事（クランシー・ブラウン）の監視の元、失意の日々を過ごすことになってしまった。
そんな中、ターナーはある日偶然にハントと出会い、やがて激しい恋におちるが、ある夜、彼から自分が一連の無差別殺人事件の犯人であることを告白される。ターナーは彼を逮捕しようとするが、ハントには強力な弁護士がつき、確実な証拠も得られない。
そして、ハントの狂気はターナーに向けられ、最初は親友のトレーシー（エリザベス・ペーニャ）、そしてニックがハントの銃弾に倒れる。
ターナーはたった一人でハントに立ち向かう決意を固め、“ブルースチール”による二人の壮絶な戦いが始まる…。

## キャスト
| 役名                   | 俳優                         | 日本語吹替 | 日本語吹替   |
| 役名                   | 俳優                         | VHS版      | フジテレビ版 |
| ---------------------- | ---------------------------- | ---------- | ------------ |
| メーガン・ターナー     | ジェイミー・リー・カーティス | 平野文     | 平野文       |
| ユージン・ハント       | ロン・シルヴァー             | 小川真司   | 玄田哲章     |
| ニック・マン           | クランシー・ブラウン         | 鈴置洋孝   | 高宮俊介     |
| トレイシー・ペレズ     | エリザベス・ペーニャ         | 井上喜久子 | 堀越真己     |
| シャーリー・ターナー   | ルイーズ・フレッチャー       | 秋元千賀子 | 峰あつ子     |
| フランク・ターナー     | フィリップ・ボスコ           | 嶋俊介     | 増岡弘       |
| スタンリー・ホイト部長 | ケヴィン・ダン               | 秋元羊介   | 中庸助       |
| メル・ドーソン弁護士   | リチャード・ジェンキンス     | 小島敏彦   | 仁内達之     |
| ハワード               | マット・クレイヴン           | 竹村拓     | 大滝進矢     |
| 強盗                   | トム・サイズモア             | 田原アルノ | 江川央生     |

- フジテレビ版：初回放送1993年2月20日 『ゴールデン洋画劇場』

※ 1990年11月に製造・発売元：アスキーベストロン映画/発売元：ポニーキャニオンからレンタル用VHS（字幕版・日本語吹替版）をリリース。
※ 2018年7月4日発売のBlu-rayには2バージョン全ての吹き替えを収録。